# Młodzianowo (wieś w powiecie makowskim)
Młodzianowo – wieś sołecka w Polsce, położona w województwie mazowieckim, w powiecie makowskim, w gminie Płoniawy-Bramura. Leży nad Węgierką, 5,6 km na północny zachód od Makowa Mazowieckiego, przy drodze krajowej nr 57.
Wieś szlachecka położona była w drugiej połowie XVI wieku w powiecie makowskim ziemi różańskiej.
W latach 1954–1959 wieś należała i była siedzibą władz gromady Młodzianowo, po jej zniesieniu w gromadzie Węgrzynowo. W latach 1975–1998 miejscowość należała administracyjnie do województwa ostrołęckiego.
Nazwa jest dzierżawcza od jakiegoś imienia lub przezwiska „Młodzian”. Pierwsze wzmianki pochodzą z 1376 roku.
Wydany w Warszawie w 1880 r. Słownik geograficzny Królestwa Polskiego i innych krajów słowiańskich podaje, że Młodzianowo posiada 2 młyny, tartak, browar, gorzelnię i cegielnię.
W 1827 r. było tu 12 domów i 143 mieszkańców. Znaleziono cmentarzysko przedhistoryczne. Dobra Młodzianowo składały się z folwarków Młodzianowo i Kobylin Kmiecy, oraz wsi: Młodzianowo, Obłudzin, Kobylinek, Zacisze, Ciecierki, Popielatki, Dybczyzna i osady Kobylin Nadrzeczny.
W 1. połowie XIX wieku założono park z okazami starodrzewu (dęby, lipy, jesiony), jednak do dzisiejszych czasów zachowały się tylko pojedynczo stojące duże drzewa i ślady lokalizacji dworu rodziny Młynarskich rozebranego po 1945 roku.